# Feria Internacional del Libro del IPN
La Feria Internacional del Libro del IPN es una feria del libro organizada por el Instituto Politécnico Nacional (IPN). El objetivo principal de la FIL es promover la cultura de la lectura entre la comunidad politécnica y el público en general, mediante la oferta de un catálogo de títulos de diversos géneros literarios y áreas del conocimiento. 
En cada edición participan en promedio 700 sellos editoriales, además, se realizan múltiples actividades culturales, artísticas y de difusión científica y tecnológica. Anualmente, la feria cuenta con un país invitado el cual hace una participación a través de muestras bibliográficas, exposiciones, conferencias, entrevistas, exhibiciones gastronómicas, entre otros. Adicionalmente a las actividades, en el marco de la feria, cada año se otorga el Premio FIL-IPN, distinción que otorga el IPN a integrantes de la comunidad politécnica o de la sociedad en general por obra científica o literaria que contribuya al engrandecimiento y fortalecimiento de la ciencia o la cultura de nuestro país. 
A partir de 1981 se ha llevado a cabo la FIL-IPN, organizada por el Instituto Politécnico Nacional y realizada por lo general, los últimos días de agosto y al inicio de septiembre. Hasta 2019, la feria había tenido XXXVIII ediciones, sin embargo, debido a la pandemia de COVID-19 en el país, los últimos dos años se llevado a cabo de manera virtual, cambiando su nombre a Feria Virtual del Libro y Cultura del IPN.